# Вержани
Вержани или Вирџинија (грч. Ψυχικό, Психико) је насељено место у општини Емануил Папас у периферији Средишња Македонија, Грчка. Према попису из 2021. године било је 662 становника.
Према бугарском географу и историчару, Василу Канчову, у Вержану је 1900. године живело 300 Словена хришћана. Током Балканских и Првог светског рата село је настрадало и већи део мештана је избегао, тако је после рата остало 123 житеља. Од 1923. до 1924. године насељено је 134 грчких избегличких породица, укупно 665 особа. На попису из 1928. Вержани је мешовито насеље са 755 становника.